# Eriskay
Pour l’article homonyme, voir Eriskay (cheval).
Eriskay (en gaélique écossais : Eirisgeidh, API : /ˈeɾʲiʃkʲej/) est une île du Royaume-Uni située en Écosse, dans l'archipel des Hébrides extérieures.
Elle a donné son nom à une race rare de poneys originaire de l'île : l'Eriskay.